# Gerhard Götting
Gerhard Götting (* 5. Dezember 1879 in Bethen bei Cloppenburg; † 3. Januar 1951 in Cloppenburg) war ein deutscher Politiker.
Der Landwirt gehörte als Abgeordneter der CDU von der ersten Sitzung am 30. Januar 1946 bis zur letzten am 6. November 1946 dem Ernannten Landtag von Oldenburg an.

## Quelle
- Barbara Simon: Abgeordnete in Niedersachsen 1946–1994. Biographisches Handbuch. Hrsg. vom Präsidenten des Niedersächsischen Landtages. Niedersächsischer Landtag, Hannover 1996, S. 122.

| Personendaten    | Personendaten                  |
| ---------------- | ------------------------------ |
| NAME             | Götting, Gerhard               |
| KURZBESCHREIBUNG | deutscher Politiker (CDU), MdL |
| GEBURTSDATUM     | 5. Dezember 1879               |
| GEBURTSORT       | Bethen bei Cloppenburg         |
| STERBEDATUM      | 3. Januar 1951                 |
| STERBEORT        | Cloppenburg                    |